# Памятник Кириллу и Мефодию (Мурманск)
Памятник Кириллу и Мефодию — памятник братьям Кириллу и Мефодию в Мурманске, расположенный на площади Первоучителей. Является точной копией монумента, находящегося перед зданием Национальной библиотеки в Софии.

## История
24 мая 1986 года по инициативе мурманских писателей впервые в СССР был отмечен День славянской письменности и культуры, который вскоре после этого был объявлен государственным праздником. В 1988 году в знак признательности жителям Мурманска, возродившим этот праздник в России, в Болгарии возникла идея подарить городу памятник Кириллу и Мефодию, представляющий собой копию монумента болгарского скульптора Владимира Гиновски, который расположен перед фасадом здания Национальной библиотеки в Софии.
3 марта 1990 года, в День независимости Болгарии, Патриарх Болгарский Максим освятил монумент и подписал акт о его передаче представителям Мурманска. Спустя полтора месяца, 22 мая 1990 года, в сквере перед зданием Мурманской областной научной библиотеки прошло торжественное открытие монумента.

## Описание
Статуи Кирилла и Мефодия, символизирующие собой неугасимые свечи, отлиты из бронзы и стоят на постаменте из бетона. Под всей композицией лежит надёжное основание, состоящее из двенадцати гранитных плит.
В руке у Кирилла находится перо, а Мефодий прижимает к себе Священное писание. Их скульптуры поддерживают свиток, на котором изображены первые буквы славянского алфавита — «А» и «Б». Оба брата одеты в широкие одеяния монахов прошлого. 